# San Giovannino di Úbeda

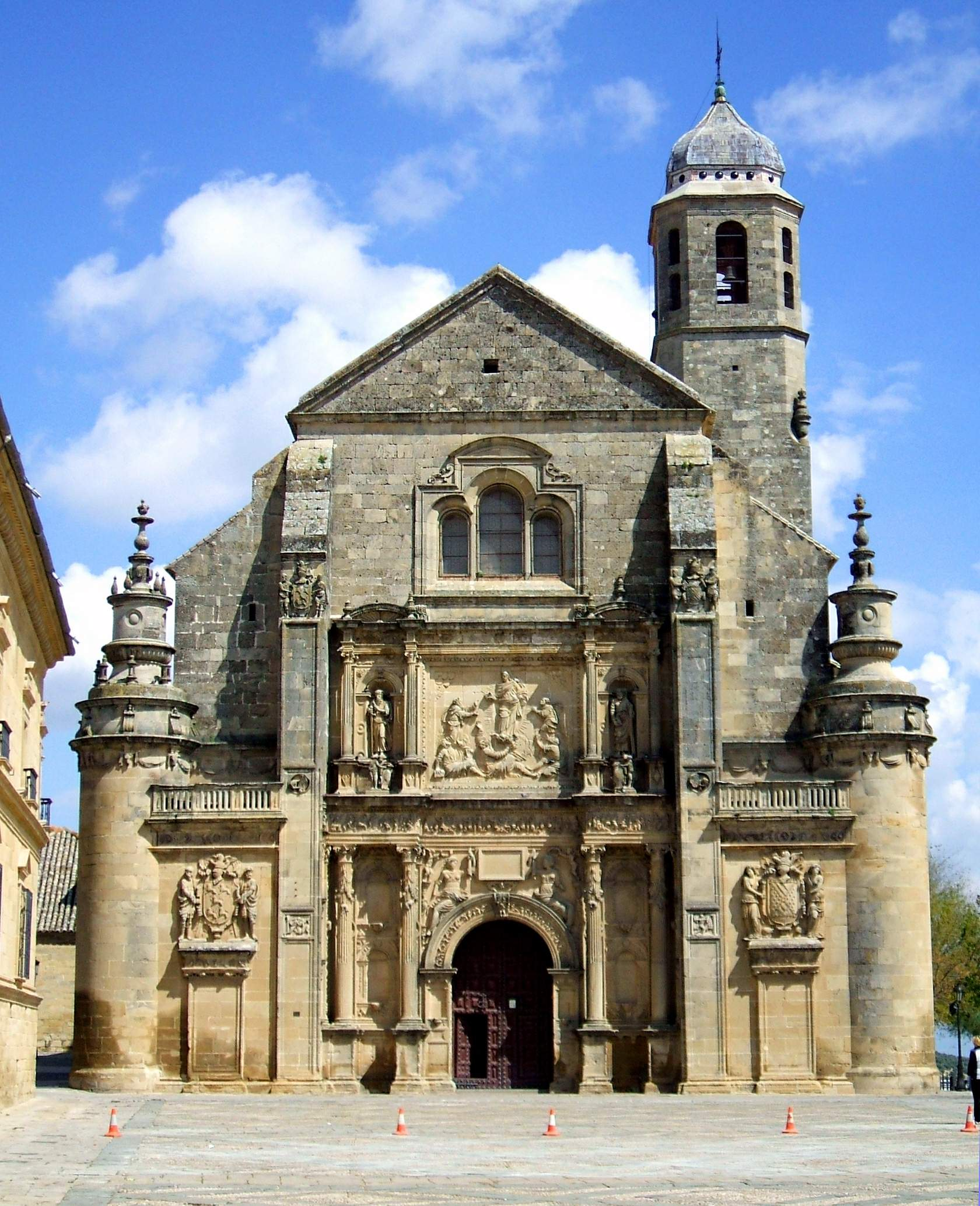
Úbeda, Sacra Capilla del Salvador

Il San Giovannino di Úbeda è una scultura in marmo (h 140 cm) attribuito a Michelangelo, databile al 1495-1496 circa e conservata in Spagna.

## Storia
Fu realizzata per Lorenzo di Pierfrancesco de' Medici il Vecchio.
Si trovava accanto alla pala dell'altare maggiore della Sacra Capilla del Salvador di Úbeda, in Spagna, dove fu distrutta da un attacco iconoclasta nel luglio 1936, all'inizio della guerra civile spagnola. I quattordici frammenti conservati - circa il 40% del lavoro originale - sono stati conservati in questa cappella fino all'inizio del suo restauro nel 1995. Il restauro del pezzo è stato completato nel 2013 ed è stato esposto in diverse gallerie italiane fino al suo eventuale ritorno a Úbeda, attraverso la sua mostra al Museo del Prado di Madrid nel 2015.